# Saison 1 de Life in Pieces
Chronologie
Saison 2
Cet article présente le guide des épisodes de la 'première saison série télévisée américaine Life in Pieces.

## Généralités
- Aux États-Unis, elle a été diffusée du 21 septembre 2015 au 31 mars 2016 sur le réseau CBS.
- Au Canada, la saison a été diffusée en simultané sur le réseau Citytv.
- En France, la saison a été diffusée du 15 octobre au 12 novembre 2016 sur Comédie+[1].

## Distribution

### Acteurs principaux
- Dianne Wiest (VF : Blanche Ravalec) : Joan Short
- James Brolin (VF : Jean Barney) : John Short
- Zoe Lister-Jones (VF : Claire Baradat) : Jen, mariée à Greg, mère de Lark
- Colin Hanks (VF : Jimmy Redler) : Greg Short, père de Lark
- Angelique Cabral (VF : Valérie Nosrée) : Colleen Ortega, fréquente Matt
- Thomas Sadoski (VF : Guillaume Lebon) : Matt Short
- Betsy Brandt (VF : Brigitte Guedj) : Heather Hughes, mariée à Tim, ainée de la famille Short
- Dan Bakkedahl (VF : Jérome Wiggins) : Tim Hughes
- Niall Cunningham (VF : Thomas Sagols) : Tyler, fils d'Heather et de Tim
- Holly J. Barrett (VF : Issia Lorrain) : Samantha, fille d'Heather et de Tim
- Giselle Eisenberg (VF : Leslie Lipkins) : Sophia, fille d'Heather et de Tim

### Acteurs récurrents et invités
- Hunter King (en) (VF : Vanessa Van-Geneugden) : Clementine
- Jordan Peele (VF : Diouc Koma) : Chad, ex-fiancé de Colleen[2] (épisodes 1, 4 et 6)
- Susan Park (VF : Laurence Sacquet) : Dr Sally Hong (épisodes 1, 6 et 22)
- Tonita Castro (en) : Tonita, la grand-mère de Colleen (épisodes 4 et 7)
- Ken Marino : Will[3] (épisode 4)
- Martin Starr : Oscar[4] (épisodes 5 et 19)
- Alex Borstein : Lynette[5] (épisode 6)
- Martin Mull (VF : Gérard Surugue) : Gary Timpkins[6] (épisodes 8 et 12)
- Ashley Wolff (VF : Gwenaelle Jegou) : Jenna (épisodes 11, 18 et 21)
- Brenda Song : Bonnie[7] (épisode 12)
- Greg Grunberg (VF : Christophe Lemoine) : Mikey[8] (épisode 15)
- Ann Morgan Guilbert (VF : Françoise Pavy) : Shirley « GiGi » Pirkle (épisodes 15 et 22)
- Josh Groban : Ian, vendeur de guitares[9] (épisode 16)
- Kat Von D : Lois[9] (épisode 16)
- J.B. Smoove : Darryl[4] (épisode 19)
- Fortune Feimster (VF : Laëtitia Lefebvre) : Dougie (épisode 21)

## Épisodes

### Épisode 1:Premier rencart/L'accouchement/L'université/Funéraille
- États-Unis /  Canada : 21 septembre 2015 sur CBS[10] / Citytv[11]
- France : 15 octobre 2016 sur Comédie+[12]
- Suisse : 22 janvier 2018 sur RTS Un[13]

- États-Unis : 11,28 millions de téléspectateurs[14] (première diffusion)

- Jordan Peele (Chad)
- Exie Booker (Policeman)
- Susan Park (Dr Sally Hong)
- Stacie Greenwell (Delivery Nurse)
- Cedric Yarbrough (Ellis)
- Riley Bodenstab (Doug)
- Mark Berry (Funeral Home Director)

### Épisode 2:Interruptus/Second rencart/L'allaitement/Le déménagement
- États-Unis /  Canada : 28 septembre 2015 sur CBS / Citytv
- France : 15 octobre 2016 sur Comédie+
- Suisse : 29 janvier 2018 sur RTS Un

- États-Unis : 8,71 millions de téléspectateurs[15] (première diffusion)

- Brian Paul Jordan (Jorge)
- Sofia Marie Gonzalez (Waitress)
- Jordan Black (Hotel Manager)
- Stephnie Weir (Bernadette)
- Rhys Darby (Teddy)
- Billy Malone (Aaron)
- Mariano Mendoza (Cutter)
- Fred Maske (Mover)

### Épisode 3:Le sommeil/Le mail/Le Bruch/L'arbre
- États-Unis /  Canada : 5 octobre 2015 sur CBS / Citytv
- France : 15 octobre 2016 sur Comédie+
- Suisse : 5 février 2018 sur RTS Un

- États-Unis : 8,91 millions de téléspectateurs[16] (première diffusion)

- Alison Rich (Kalliope)
- Jonathan Marballi (Levi)
- Bokeem Woodbine (Officer Wood)
- Taylor Coffman (Helen)
- Jean-Christophe Febbrari (Andre)

### Épisode 4:Le repas de Chad/Triangle/Les Lits/La partie de Tim
- États-Unis /  Canada : 12 octobre 2015 sur CBS / Citytv
- France : 15 octobre 2016 sur Comédie+
- Suisse : 12 février 2018 sur RTS Un

- États-Unis : 7,84 millions de téléspectateurs[17] (première diffusion)

- Jordan Peele (Chad)
- Tonita Castro (Tonita)

### Épisode 5:Le canon/Le secret/Le portable/Les microbes
- États-Unis /  Canada : 19 octobre 2015 sur CBS / Citytv
- France : 22 octobre 2016 sur Comédie+
- Suisse : 19 février 2018 sur RTS Un

- États-Unis : 8,47 millions de téléspectateurs[18] (première diffusion)

- Ken Marino (Will)
- Martin Starr (Oscar)
- Da'Vine Joy Randolph (Janice)
- Hunter King (Clementine)
- Anthony Turpel (Max)

### Épisode 6:Ponzi/Sexe et feu vert/Paris/Château gonflable
- États-Unis /  Canada : 5 novembre 2015 sur CBS / Citytv
- France : 22 octobre 2016 sur Comédie+
- Suisse : 26 février 2018 sur RTS Un

- États-Unis : 7,88 millions de téléspectateurs[19] (première diffusion)

- Jordan Peele (Chad)
- Alex Borstein (Lynette)
- Olivia Sanabia (Kylie)
- Bella Shepard (Lexie)
- S. Zylan Brooks (Alpha Mom)
- Susan Park (Dr Sally Wong)

### Épisode 7:Nounou/Plongeon sur tente/Les boucles d'oreilles/Cheeto
- États-Unis /  Canada : 12 novembre 2015 sur CBS / Citytv
- France : 22 octobre 2016 sur Comédie+
- Suisse : 12 mars 2018 sur RTS Un

- États-Unis : 7,99 millions de téléspectateurs[20] (première diffusion)

- Tonita Castro (Tonita)
- Norma Micheals (en) (Mrs. Gurney)
- Rebecca Berman (Tori)
- Miranda De Meo (Maggie)
- Matt Corboy (Randy)
- Kevin Linehan (Radny)
- Hawk Walts (Rodney)
- Shawn Richardz (Lauren)
- Brandon Gibson (Jonathan)
- Lucas Swallow (Camper)
- Stephnie Weir (Bernadette)
- Rhys Darby (Teddy)

### Épisode 8:Le parrain/La dinde/Le labyrinthe/Problèmes intestinaux
- États-Unis /  Canada : 19 novembre 2015 sur CBS / Citytv
- France : 22 octobre 2016 sur Comédie+
- Suisse : 19 mars 2018 sur RTS Un

- États-Unis : 8,35 millions de téléspectateurs[21] (première diffusion)

- Greg Worswick (Gideon)
- Shaan Sharma (Abraham)
- Griffin Gluck (Aiden)
- Martin Mull (Gary Timpkins)
- Darsan Solomon (Jake Dawe)
- Mark L. Young (Scarecrow)
- Alejandro Patino (Store Owner)
- Hector Bucio (Son)

### Épisode 9:L'hôpital/les photos de boudoir/la punition/namaste
- États-Unis /  Canada : 26 novembre 2015 sur CBS / Citytv
- France : 29 octobre 2016 sur Comédie+
- Suisse : 26 mars 2018 sur RTS Un

- États-Unis : 7,61 millions de téléspectateurs[22] (première diffusion)

- Phoebe Neidhardt (Hostess)
- Lilan Bowden (Waitress)
- Tamika Simpkins (Nurse)
- Richard Voigts (Groaning Man)
- Delpaneaux Wills (Paramedic)
- Jon Daly (Steffan)
- Jean-Pierre Romano (Healthy Man)

### Épisode 10:Incendie sous contrôle/vasectomie/milkshake/ping-pong
- États-Unis /  Canada : 10 décembre 2015 sur CBS / Citytv
- France : 29 octobre 2016 sur Comédie+
- Suisse : 1er avril 2018 sur RTS Un

- États-Unis : 8,24 millions de téléspectateurs[23] (première diffusion)

- Oscar Nunez (Dr Escobar)
- Haneefah Wood (Tanya)
- Jason Rogel (Honus)

### Épisode 11:La fac/le Noël de Joan/le cadeau/John chante Noël
- États-Unis /  Canada : 17 décembre 2015 sur CBS / Citytv
- France : 29 octobre 2016 sur Comédie+
- Suisse : 9 avril 2018 sur RTS Un

- États-Unis : 10,26 millions de téléspectateurs[24] (première diffusion)

- Hunter King (Clementine)
- Ashley Wolff (Jenna)
- Bella Shepard (Lexie)
- Donovan Scott (Santa)
- Sean Poolman (Darryl)

### Épisode 12:La morsure/l'avion/pote de drague/Bonnie
- États-Unis /  Canada : 7 janvier 2016 sur CBS[25] / Citytv
- France : 29 octobre 2016 sur Comédie+
- Suisse : 23 avril 2018 sur RTS Un

- États-Unis : 9,27 millions de téléspectateurs[26] (première diffusion)

- Martin Mull (Gary Timpkins)
- Gillian Vigman (Tabitha)
- Brenda Song (Bonnie)
- Marshall Faulk (lui-même)
- Marcus Folmar (Francis)
- Punam Patel (Kara)
- Marcus Anderson (Esteban)
- Sage Correa (Pete)
- Todd Sherry (Clancy)
- Nancy Linari (Margaret)
- Jean St. James (Judith)
- Efe McWorter (Mona)

### Épisode 13:La gym/La fête/Le vide-grenier/Le Homard
- États-Unis /  Canada : 14 janvier 2016 sur CBS / Citytv
- France : 5 novembre 2016 sur Comédie+
- Suisse : 30 avril 2018 sur RTS Un

- États-Unis : 9,15 millions de téléspectateurs[27] (première diffusion)

- Hunter King (Clementine)
- Brad Grunberg (Jerry)
- Pamela Trotter (Shannon)
- Patrick Brammall (Clinton)
- Ethan Clarke (Dick)
- Michael Shaun Sandy (Trainer)
- Judilin Bosita (Edie)
- Bryan Coffee (Jody)
- Danielle Acoff (Dancer #1)
- Lindsley Allen (Dancer #2)
- Paul Barris (Dancer #3)
- Jordan Dodderer (Dancer #4)
- Susan Giosa (Dancer #5)
- Elizabeth Grosso (Dancer #6)
- Desi Jevon (Dancer #7)
- Mark Kanemura (Dancer #8)
- Zuzana Humplova (Dancer #9)
- Mariah Perkins (Dancer #10)

### Épisode 14:Le testament/Les déchets/Le livre/Massage en couple
- États-Unis /  Canada : 21 janvier 2016 sur CBS / Citytv
- France : 5 novembre 2016 sur Comédie+
- Suisse : 7 mai 2018 sur RTS Un

- États-Unis : 8,78 millions de téléspectateurs[28] (première diffusion)

- Noureen DeWulf (Dionne)
- Amanda Lund (Corky)
- Kenneth O'Neil Cooper II (Delivery Man)
- Omid Zader (Roofer)

### Épisode 15:Matt le coach/La voiture de Tyler/La télé/Cousin mikey
- États-Unis /  Canada : 4 février 2016 sur CBS / Citytv
- France : 5 novembre 2016 sur Comédie+
- Suisse : 14 mai 2018 sur RTS Un

- États-Unis : 9,09 millions de téléspectateurs[29] (première diffusion)

- Hunter King (Clementine)
- Greg Grunberg (Mikey)
- Ann Guilbert Guyer (Gigi)
- Rawle Lewis (Pharmacist)
- Kai Scott (Mario)
- Richie Cottrell (Keifer)
- Jill Johnson (Keifer's Mom)

### Épisode 16:Le tatouage/Saint-Valentin/La guitare/Deuxième bébé
- États-Unis /  Canada : 11 février 2016 sur CBS / Citytv
- France : 5 novembre 2016 sur Comédie+
- Suisse : 21 mai 2018 sur RTS Un

- États-Unis : 9,35 millions de téléspectateurs[30] (première diffusion)

- Hunter King (Clementine)
- Josh Groban (Ian)
- Kat Von D (Lois)
- Jordan Hinson (Stephanie)
- Beth Geiger (Virginia)
- Andrew Patrick Ralston (Chip Bohl)
- Elsa Ramon (Reporter)
- Lola Blanc (Girl)

### Épisode 17:Nouvelle tête/Le récital/Arc-en-ciel/Mama mia
- États-Unis /  Canada : 18 février 2016 sur CBS / Citytv
- France : 5 novembre 2016 sur Comédie+
- Suisse : 28 mai 2018 sur RTS Un

- États-Unis : 9,34 millions de téléspectateurs[31] (première diffusion)

- Jennifer An (Ashley)
- Richie Cottrell (Willy)
- Jackie Seiden (Diora)
- Mary Scheer (Marta Pigeon)
- Morgan Walsh (Lisa)
- Nanrisa Lee (Valerie)
- Stephanie Maura Sanchez (Melissa)
- Mercedes Ruehl (Mia)

### Épisode 18:Le sexting/Samantha et Irving/Limonade/Peine de cœur
- États-Unis /  Canada : 25 février 2016 sur CBS / Citytv
- France : 12 novembre 2016 sur Comédie+
- Suisse : 4 juin 2018 sur RTS Un

- États-Unis : 9,21 millions de téléspectateurs[32] (première diffusion)

- Hunter King (Clementine)
- Ashley Wolff (Jenna)
- Alek C. Unszusz (Irving Rosenblatt)
- Amarr Wooten (Buddy)
- Kelly Albanese (Kelly)
- Lars Slind (Ronald)
- Mimi Karsch Narducci (Dancer)

### Épisode 19:Le fléau/La guerre/La famine/La mort
- États-Unis /  Canada : 3 mars 2016 sur CBS / Citytv
- France : 12 novembre 2016 sur Comédie+
- Suisse : 11 juin 2018 sur RTS Un

- États-Unis : 8,4 millions de téléspectateurs[33] (première diffusion)

- J.B. Smoove (Darryl)
- Pamela Trotter (Pam)
- Martin Starr (Oscar)
- Shoshanna Mayeri (Tulip)

### Épisode 20:La blague/L'assistant/Le chewing-gum/Un amour de chien
- États-Unis /  Canada : 10 mars 2016 sur CBS / Citytv
- France : 12 novembre 2016 sur Comédie+
- Suisse : 18 juin 2018 sur RTS Un

- États-Unis : 8,55 millions de téléspectateurs[34] (première diffusion)

- Gregg Sulkin (Jake)
- Amy Hill (Principal Bundy)
- Jeremy Davidson (Travis)
- River Bleu Blanton (Phoebe)
- Davis Desmond (Heinz)

### Épisode 21:Conte de fées/La carte/Le bal/Dougie
- États-Unis /  Canada : 31 mars 2016 sur CBS[35] / Citytv
- France : 12 novembre 2016 sur Comédie+
- Suisse : 25 juin 2018 sur RTS Un

- États-Unis : 7,23 millions de téléspectateurs[36] (première diffusion)

- Hunter King (Clementine)
- Fortune Feimster (Dougie)
- Michelle Ortiz (Vanda)
- Kotaro Watanabe (Asian Businessman)
- Meera Rohit Kumbhani (Milly)
- Jerry Lambert (Chase)
- Phillip Jarrell (Mailroom Mark)
- Ashley Wolff (Jenna)
- Jason Heymann (Prince Charming)
- Anthony Holiday (Coach Murray)

### Épisode 22:L'invention/Le divorce/La tablette/La bague
- États-Unis /  Canada : 31 mars 2016 sur CBS[35] / Citytv
- France : 12 novembre 2016 sur Comédie+[37]
- Suisse : 2 juillet 2018 sur RTS Un

- États-Unis : 7,23 millions de téléspectateurs[36] (première diffusion)

- Hunter King (Clementine)
- Jerry Lambert (Chase)
- Susan Park (Dr Sally Hong)
- Ann Guilbert Guyer (Gigi)
- Damian Gomez (Huber)
- Nora Dunn (Carol)
- Caroline Aaron (Karyl)